# Liste antiker Ortsnamen und geographischer Bezeichnungen/Za
| Lateinischer Name                  | Griechischer Name         | Beschreibung                                                                                        | Heute                                                          | Quellen und Verweise | Lage                 |
| ---------------------------------- | ------------------------- | --------------------------------------------------------------------------------------------------- | -------------------------------------------------------------- | -------------------- | -------------------- |
| Zaba                               | Ζάβα (Zaba)               | Insel vor der Küste von Taprobane                                                                   | vielleicht Little Basses Reef vor der Küste von Sri Lanka      | Smith;               |                      |
| Zabae                              |                           | |                                                                | Smith;               |                      |
| Zabatus                            |                           | |                                                                | Smith;               |                      |
| Zabi, Zabe                         |                           | Stadt in Mauretania Sitifensis                                                                      | M'Sila in Algerien                                             | Smith;               |                      |
| Zacatae                            |                           | |                                                                | Smith;               |                      |
| Zacynthus                          |                           | |                                                                | Smith;               |                      |
| Zadracarta                         |                           | Stadt in Hyrcanien                                                                                  |                                                                | Smith;               |                      |
| Zagatis                            |                           | |                                                                | Smith;               |                      |
| Zagorus                            |                           | |                                                                | Smith;               |                      |
| Zagrus Mons                        |                           | |                                                                | Smith;               |                      |
| Zaitha                             |                           | |                                                                | Smith;               |                      |
| Zalacus                            |                           | |                                                                | Smith;               |                      |
| Zaldapa                            | Ζάλδαπα                   | Siedlung und Kastell in Moesia inferior                                                             | südwestlich von Adamclisi an der rumänisch-bulgarischen Grenze | Smith;               |                      |
| Zalecus                            |                           | |                                                                | Smith;               |                      |
| Zaliches, Leontopolis              |                           | |                                                                | Smith;               |                      |
| Zama, Zama Major, Zama Regia       | Ζάμα μείζων (Zama meizōn) | Stadt in Africa proconsularis                                                                       | Sers im Gouvernement Kef in Tunesien                           | Smith;               |                      |
| Zama                               | Ζάμα (Zama)               | Wegstation zwischen Tavium in Galatien und Caesarea in Kappadokien, vermutlich im Bezirk Chammanene |                                                                | Smith;               |                      |
| Zama                               |                           | Stadt zwischen dem Oberlauf von Euphrat und Tigris                                                  |                                                                | Ptol. 5.18.12;       |                      |
| Zama Minor, Aelia Hadriana Augusta |                           | Stadt in Numidia                                                                                    | Reste etwa 10 km nordwestlich von Siliana in Tunesien          |                      |                      |
| Zamae Fons                         |                           | |                                                                | Smith;               |                      |
| Zamazii                            |                           | |                                                                | Smith;               |                      |
| Zamense Oppidum                    |                           | |                                                                | Smith;               |                      |
| Zames                              |                           | |                                                                | Smith;               |                      |
| Zancle                             |                           | siehe Messana                                                                                       |                                                                |                      |                      |
| Zao Promontorium                   |                           | |                                                                | Smith;               |                      |
| Zapaorteni                         |                           | |                                                                | Smith;               |                      |
| Zara                               | Ζάρα (Zara)               | Stadt im Norden von Armenia minor                                                                   | Zara in der Türkei                                             | Smith;               | 39° 54′ N, 37° 45′ O |
| Zaradrus                           |                           | |                                                                | Smith;               |                      |
| Zarai                              |                           | |                                                                | Smith;               |                      |
| Zarangi                            |                           | |                                                                | Smith;               |                      |
| Zaratae                            |                           | |                                                                | Smith;               |                      |
| Zarax                              |                           | |                                                                | Smith;               |                      |
| Zarax Mons                         |                           | |                                                                | Smith;               |                      |
| Zargidava                          |                           | |                                                                | Smith;               |                      |
| Zariaspa                           |                           | |                                                                | Smith;               |                      |
| Zariaspae                          |                           | |                                                                | Smith;               |                      |
| Zariaspis                          |                           | |                                                                | Smith;               |                      |
| Zarmizegethusa                     |                           | |                                                                | Smith;               |                      |
| Zaueces                            |                           | |                                                                | Smith;               |                      |
| Zautha                             |                           | |                                                                | Smith;               |                      |